# Tute pierde en medio
El tute pierde en medio, más conocido como tute cabrón, es una variedad del juego de naipes del tute.
Pueden jugar tres o más jugadores, que juegan individualmente. Las reglas están basadas en el tute. Si el número de cartas (40) no es divisible por el número de jugadores, se quitan algunas cartas. Por ejemplo, si juegan tres jugadores, se quitan los doses para que se puedan repartir 12 cartas a cada jugador.

## Cómo jugar
El juego consiste en hacer puntos, intentando conseguir ganar a los rivales ("ir a más") o perder ("ir a menos"). El jugador o jugadores que se queden en medio pierden. Si un jugador no hace ninguna baza, también pierde, aunque, en algunas variantes del juego, gana.
En algunas modalidades, si un jugador hace más de 100 puntos sin cantar, o más de 120 puntos cantando, también pierde.
Así, se puede perder por tres motivos:
- Si alguien no consigue baza.
- Si alguien supera 100 puntos sin cantar, o 120 cantando.
- El que queda en medio.
- Si un único jugador consigue todas las bazas, salvo que al principio de la partida haya anunciado que pasaría tal cosa con un "Voy por los dos" (Variante Lucense)

## Pintar y cantar
En este juego se canta en mesa, es decir, en principio, no hay ninguna carta que pinta. Si un jugador se lleva una baza en la cual están el caballo y el rey del mismo palo, entonces ese jugador "canta las 40" (se suma 40 puntos, que marca poniendo la carta boca arriba en su mazo de cargas ganadas) y a partir de ese momento pinta ese palo. Si vuelve a haber un caballo y un rey del mismo palo en la baza se cantará 20. Al igual que en el tute, el que gana la última baza se lleva 10 puntos, estos puntos reciben el nombre de "monte" o "diez de últimas".
En algunas variantes, las cartas que recibe un jugador al hacer baza quedan boca arriba, para que los jugadores puedan consultarlas a la hora de hacer sus cálculos.

## Anotación
Cada vez que un jugador pierde una partida se le anota una letra de la palabra CABRÓN, por lo tanto pierde el primer jugador que pierde seis partidas.